# Кумовище
Кумовище (укр. Кумовище) — село в Гороховской городской общине Луцкого района Волынской области Украины.
До 2020 года входило в Гороховский район.
Код КОАТУУ — 0720884803. Население по переписи 2001 года составляет 34 человека. Почтовый индекс — 45754. Телефонный код — 3379.